# Håkan Swedin
Claes Håkan Gustaf Swedin, född 10 oktober 1950 i Lundby församling i Göteborgs och Bohus län, är en svensk militär.

## Biografi
Swedin avlade officersexamen vid Krigsskolan 1973 och utnämndes samma år till fänrik vid Bohusläns regemente, där han befordrades till löjtnant 1975[källa behövs] och till kapten 1976. Han befordrades till major 1983 och tjänstgjorde vid Arméstaben 1984–1988, åren 1986–1988 som detaljchef, och inträdde i Generalstabskåren 1988. Under sin tid som detaljchef vid Arméstaben medverkade han i en roll i den militära utbildningsfilmen Förebudet (1987). Han var chef för Beredskapsskvadronen vid Livgardets dragoner 1988–1989, tjänstgjorde under FN-befäl i Mellanöstern 1989–1990, befordrades till överstelöjtnant 1990, tjänstgjorde vid Operationsledningen i Försvarsstaben 1990–1992 och var bataljonschef vid Svea livgarde 1993–1994. År 1994 befordrades han till överste, varpå han var chef för Livgrenadjärbrigaden 1994–1996, tillförordnad chef för Programavdelningen i Arméledningen i Högkvarteret från 1996, stabschef vid Armécentrum 1998–2000 och försvarsattaché vid ambassaden i Ankara 2001–2004, med sidoackreditering vid ambassaden i Tel Aviv 2003–2004. Åren 2004–2007 var Swedin chef för Skaraborgs regemente. Han medverkade i Mediabrukets filmberättelse Om kriget kom (2016).[källa behövs]
Håkan Swedin är son till Owe Swedin och Sonja Andersson. Han gifte sig 1973 med Eiwor Forssell.